# TV-U 후쿠시마
TV-U 후쿠시마는 1983년 12월 4일 후쿠시마현의 4번째 민영방송국으로 개국했다.
약칭은 TUF, 콜사인은 JOKI-DTV이다.

## 특징

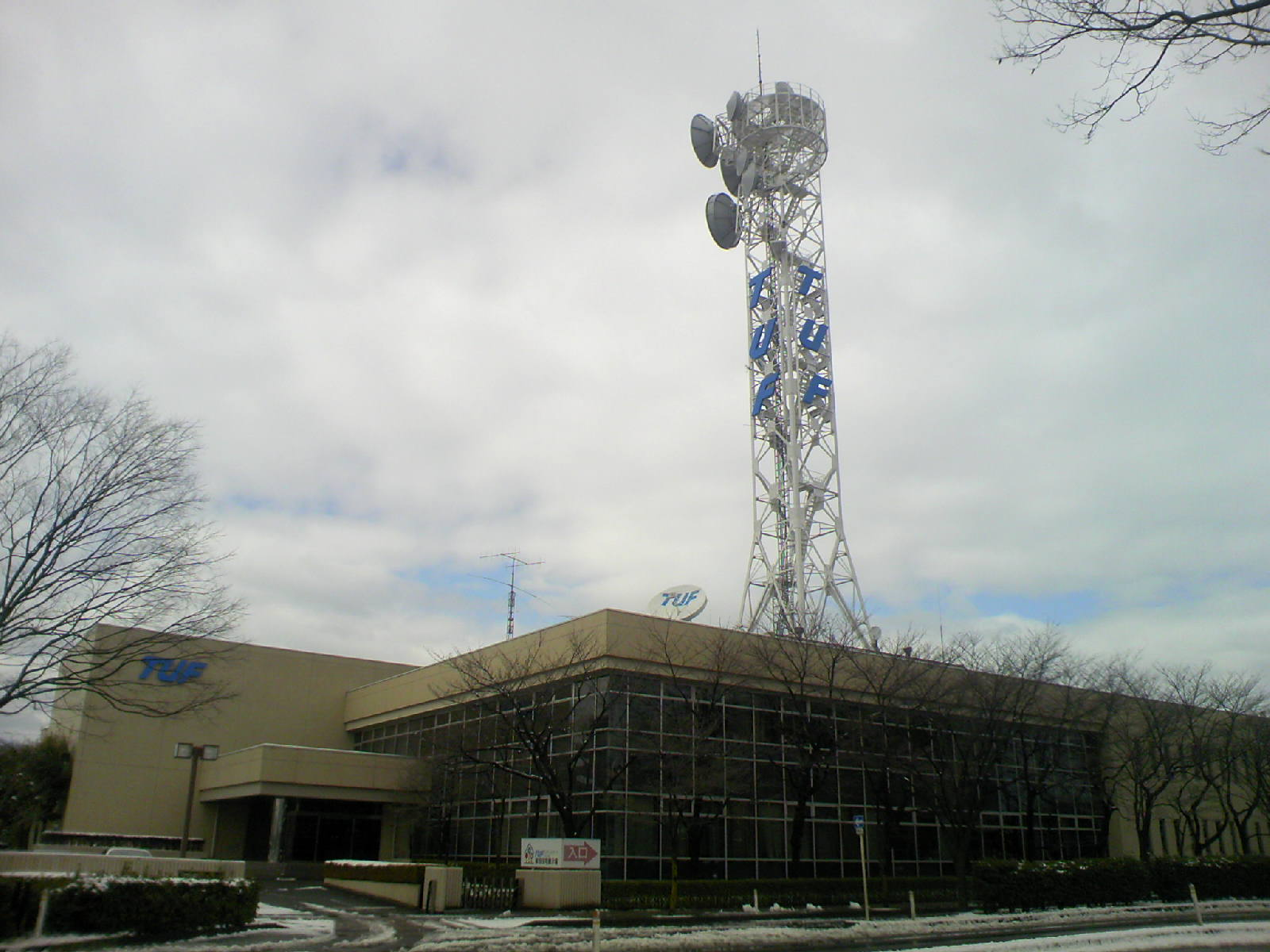
TV-U 후쿠시마

- 후쿠시마 현에서 가장 늦게 개국한 민영 텔레비전 방송국이자 JNN 계열 방송국중에서 쇼와 시대에 개국한 마지막 방송국이다.

## 후쿠시마 현의 TBS 계열 변경과 TUF의 개국
- 개국 전까지는 후쿠시마 TV가 1983년 3월 31일까지 JNN에 가맹하고 있었지만, 같은 해 4월 1일부터 후지 TV 계열국이 되면서(FNS는 크로스넷 시대부터 가맹. JNN 탈퇴 후 FNN에 가맹. 보도 프로그램은 JNN에서 FNN으로 변경.), 도쿄 방송 프로그램은 시청자 보호를 위해 10월 1일 후지TV 완전가맹국이 될때까지 보도 프로그램을 제외한 대부분이 동시방송되었다.
그러나 그 이후 후쿠시마 TV가 후지 TV 완전가맹국이 되어버리자, TUF 개국 전까지 후쿠시마 현에서 2개월간(JNN의 보도 프로그램은 8개월간)TBS의 인기 프로그램을 볼 수 없는 사태가 일어났다.
후쿠시마 TV에서 TBS의 프로그램이 방송중단 될 당시부터 TUF가 개국할 때까지, 미야기현 접경지역은 도호쿠 방송, 수도권과 가까운 지역은 TBS와 도호쿠 방송, 니가타현과 가까운 지역에서는 니가타 방송과 TBS를 통하여 TBS계열 프로그램을 시청하는 가정이 많았으며 이때문에 TV-U 후쿠시마 개국 직후 후쿠시마 현민은 TUF를「돌아온 TBS」라고 불렀다고 한다.

## 역사
- 1983년 6월 17일 설립.
- 1983년 12월 4일 개국(일본 민영 텔레비전 방송국으로서는 102번째 방송국, 후쿠시마 현의 민영 텔레비전 방송국으로는 4번째 방송국, JNN에서는 25번째 계열국). 후쿠시마 TV에서 방송되고 있었던 JNN의 뉴스 프로그램이 이때 이행(완전이행까지는 8개월 간의 기간이 걸렸다.).
- 1983년 12월 8일 개국순간 마스터실의 영상이, 더·베스트 텐을 통하여 전국에 방송되었다.
- 2006년 6월 1일 지상파 디지털 방송 개시된다.
- 2012년 3월 31일 지상파 아날로그 방송 종료.

## 후쿠시마현에 있는 다른 텔레비전·라디오 방송국
- NHK 후쿠시마 방송국
- 후쿠시마 중앙 TV(FCT)(니혼 TV 계열)
- 후쿠시마 방송(KFB)(TV 아사히 계열)
- 후쿠시마 TV(FTV)(후지 TV 계열)
- 라디오 후쿠시마(RFC)(JRN·NRN 계열)
- FM후쿠시마(JFN 계열)